# Midnight in the Switchgrass
Midnight in the Switchgrass (prt: Meia Noite em Switchgrass; bra: Meia-Noite no Switchgrass) é um filme de suspense policial americano dirigido por Randall Emmett em sua estreia como diretor. Foi lançado nos Estados Unidos em 23 de julho de 2021, pela Lionsgate. O filme segue a história dos agentes do FBI Helter e Lombardo que acabam se envolvendo em uma operação desastrosa enquanto investigam uma série de assassinatos de mulheres.

## Elenco
- Emile Hirsch - Byron Crawford
- Bruce Willis - Karl Helter
- Megan Fox - Rebecca Lombardi
- Lukas Haas - Peter
- Colson Baker
- Lydia Hull
- Sistine Stallone - Heather
- Michael Beach
- Caitlin Carmichael - Tracey Lee
- Alec Monopoly
- Welker White - Ms. Kellog
- Jackie Cruz

## Produção
Em 22 de janeiro de 2020, foi anunciado que o produtor de cinema Randall Emmett faria sua estreia na direção do filme, com Emile Hirsch definido para estrelar. Megan Fox e Bruce Willis foram adicionados ao elenco em 16 de fevereiro, com as filmagens começando em 9 de março em Porto Rico. Em 12 de março de 2020, Lukas Haas, Colson Baker, Sistine Stallone, Caitlin Carmichael, Michael Beach, Welker White, Alec Monopoly e Jackie Cruz se juntaram ao elenco do filme. Em 16 de março, a produção do filme foi interrompida devido à pandemia de COVID-19. A produção do filme foi retomada em 29 de junho.

## Lançamento
Midnight in the Switchgrass teve sua estreia mundial em 13 de junho de 2021 no Tampa Theatre, onde foi o filme de encerramento do Gasparilla International Film Festival. Estiveram presentes Randall Emmett, Alan Horsnail, Timothy C. Sullivan, Lukas Haas, Emile Hirsch, Caitlin Carmichael e Katalina Viteri. A triagem foi seguida por uma sessão de perguntas e respostas de 40 minutos moderada por Tyler Martinolich.
Megan Fox não foi ao lançamento do filme dizendo estar preocupada com a pandemia de COVID-19. Machine Gun Kelly não respondeu, mas no Twitter ele mencionou que quando não fala sobre algum filme é porque é um lixo. Em resposta, Emile Hirsch publicou no Instagram uma captura de tela do tweet de Machine Gun Kelly dizendo: "Nós definitivamente discordamos aqui, Colson![Machine Gun Kelly] Nada além de respeito a vocês - especialmente porque você e Megan são tão f*das neste filme."

## Recepção
Midnight in the Switchgrass tem uma taxa de aprovação de 9% no site do agregador de críticas Rotten Tomatoes, com base em 33 opiniões dos críticos que é seguido do consenso: "Estúpido e previsível, Midnight in the Switchgrass esbanja um cenário evocativo e algumas performances comprometidas em um aspirante a thriller que raramente chama atenção." No Metacritic, o filme tem uma pontuação de 24 em 100, com base em 9 críticos, indicando "avaliações geralmente desfavoráveis".
Robert Kojder do Flickering Myth disse que "o fato de Midnight in the Switchgrass ser um filme totalmente terrível não é nenhuma surpresa, mas há uma dor de cabeça, para a estrela Megan Fox, que está saindo do melhor desempenho da carreira e fisicamente impressionante em Till Death." Jackie K. Cooper avaliou o filme com nota 5/10 dizendo que "Megan Fox rouba o show enquanto Bruce Willis está perdido na ação."
Em sua crítica para o New York Times, Ben Kenigsberg disse que "a atmosfera é completamente desprezível sem ser distinta, e tudo sobre o filme - as leituras das falas sem emoção, as histórias incompletas." Waldemar Dalenogare avaliou o filme com nota 2/10 dizendo que é um dos "thrillers mais genéricos do ano (...) eu realmente ainda não sei qual o objetivo desse filme além do fato de tentar lucrar em cima da imagem da Megan Fox e do Bruce Willis".
Em uma crítica positiva para o San Jose Mercury, Randy Myers disse que "vale a pena assistir se você gosta de thrillers de assassinos em série, mas não espera ver nada de revolucionário acontecendo."
Em uma revisão menos elogiosa na Paste Magazine, Jesse Hassenger disse que parece que os cineastas estão tentando punir Megan Fox devido ao desempenho em Till Death, e concluiu: "É inteiramente por causa da Fox que Switchgrass permanece atraente por muito mais tempo do que deveria, gerando vãs esperanças de que ela será capaz de transformá-lo em algo mais polpudo e definido."